# 윤병열
윤병열(尹炳烈, 1959년 5월 14일 ~ )은 대한민국의 제8대 경상남도 의령군의원이다.

## 학력
- 마산대학 한약재 개발과 졸업

## 경력
- 의령군 동부농협 이사
- 전농 의령군 농민회 협개 위원장
- 토요애 참조으내 수탁회 이사
- 의령군 농민회 정책실장
- 전농 지정면 농민회장
- 의령군 기해생 연합 회장
- 지정면 띠별 연합회장
- 지정면 방범대장
- 지정면 문화체육회 회장
- 지정면 농촌지도자 회원
- 바르게 살기 회원
- 경남서부발전위원회지 회원
- 의령문화원 회원
- 지정면 연서회(서예) 회원
- 의령군 읍·면체육회 부회장
- 지정면 작목반연합회 회장
- 동부농협 이사
- 동부농협조합장 권한대행
- 지정면 주민자치위원회 위원장
- 지정면 이장단협의회 회장
- 2021.04 ~ 2022.06 제8대 경상남도 의령군의회 의원
  - 2021.04 ~ 2022.06 제8대 경상남도 의령군의회 후반기 산업건설위원회 위원
- 2022.07 ~ 제9대 경상남도 의령군의회 의원
  - 2022.07 ~ 제9대 경상남도 의령군의회 전반기 부의장
  - 2022.07 ~ 제9대 경상남도 의령군의회 전반기 산업건설위원회위원회 위원

## 역대 선거 결과
|  | 8.92% |

|  | 14.52% |

|  | 50.19% |

|  | 37.31% |